# Big Hit Music
Big Hit Music (Hangeul: 빅히트 뮤직, früher Big Hit Entertainment) ist eine südkoreanische Unterhaltungsagentur und ein Plattenlabel, das 2005 von Bang Si-hyuk gegründet wurde. Aktuell stehen dort Solist Lee Hyun und die Idol-Gruppen BTS und Tomorrow X Together unter Vertrag.
Im März 2021 wurde das Unternehmen von seiner Muttergesellschaft HYBE Corporation (früher Big Hit Entertainment Co., Ltd.) in Big Hit Music umbenannt.

## Geschichte

### 2005–2021: Big Hit Entertainment
Big Hit Entertainment wurde am 1. Februar 2005 von dem Musikproduzenten Bang Si-hyuk gegründet. Zwei Jahre später nahm das Label das Vocal-Trio 8Eight unter Vertrag. Die Gruppe löste sich 2014 auf.
2010 unterzeichneten BigHit und JYP Entertainment einen gemeinsamen Vertrag mit der Boygroup 2AM. Im selben Jahr unterschrieb RM als erstes Mitglied von BTS einen Vertrag mit BigHit. Daraufhin startete Bang Si-hyuk ein bundesweites Casting, wodurch weitere Mitglieder der Gruppe gefunden werden sollten. BTS debütierten am 13. Juni 2013.
Im Jahr 2012 nahm das Unternehmen Lim Jeong-hee unter Vertrag, welche das Label 2015 wieder verließ. Außerdem gründeten sie gemeinsam mit Source Music die Girlgroup GLAM, welche sich jedoch 2014 aufgrund eines Skandals, in den Bandmitglied Kim Da-hee involviert war, auflöste.
Mit dem Ablauf des gemeinsamen Vertrages mit JYP im April 2014, blieb Lee Chang-min als einziges Mitglied von 2AM bei BigHit und debütierte später mit Lee Hyun unter dem Namen Homme. Das Duo löste sich 2018 auf. Während Lee Chang-min das Label verließ, fuhr Lee Hyun als Solosänger mit seiner Karriere fort.
2018 verkündete BigHit, dass BTS ihren Vertrag vor Ablauf um sieben weitere Jahre bis 2026 verlängert haben.
Im März 2019 debütierte Tomorrow X Together als zweite Boygroup von BigHit. Im selben Monat wurde Lenzo Yoon zum Co-CEO ernannt.

### 2021–heute: Big Hit Music
Am 10. März 2021 begannen zahlreiche Nachrichtenagenturen von einer Änderung des Namens des Unternehmens von Big Hit Entertainment Co., Ltd. zu HYBE Corporation zu berichten, was BigHit noch am selben Tag bestätigte. Die Umbenennung wurde am 19. März darin begründet, BigHit hätte sich im Laufe der Zeit zu einem Multilabel-Unternehmen entwickelt, das mittlerweile in vielen unterschiedlichen Bereichen tätig sei, sodass die Bezeichnung Entertainment nicht mehr den Zweck des Unternehmens widerspiegle. Darüber hinaus wurde bekannt gegeben, dass die Identität des Namens Big Hit durch das neugeschaffene Sublabel Big Hit Music trotzdem weiterleben würde, welches Teil der HYBE Corporation und HYBE Labels ist, sich fortan jedoch unabhängig von der HYBE Corporation um die Bereiche Musikproduktion, Künstlermanagement und Fankommunikation kümmern soll.
Die Namensänderung trat am 31. März 2021 in Kraft.

## Künstler
Aktuell stehen folgende Künstler bei Big Hit Music unter Vertrag:

### Gruppen
- BTS
- Tomorrow X Together

### Solisten
- Lee Hyun
- RM
- Suga
- J-Hope
- Jeon Jungkook
- Park Jimin
- Kim Seokjin
- Kim Taeyhung
- Dvwn

### Produzenten
- Pdogg
- "Hitman" Bang
- Slow Rabbit
- Supreme Boi
- Suga
- RM
- J-Hope

### Choreographen
- Son Sung-deuk

## Ehemalige Künstler
- K.Will (2006–2007)
- 2AM (2010–2014, in Zusammenarbeit mit JYP Entertainment)
  - Jo Kwon (2010–2014)
- 8eight (2007–2014, in Zusammenarbeit mit Source Music)
- Glam (2012–2015, in Zusammenarbeit mit Source Music)
- Lim Jeong-hee (2012–2015)
- David Oh (2011–2016)
- Homme (2010–2018)
  - Changmin (2010–2014; 2014–2018)